# 本谷美加子
ホンヤ ミカコ（ほんや みかこ）、本名：本谷 美加子（読み同じ）は、日本のオカリナ奏者。作曲家。北海道帯広市生まれ。

## 経歴
彼女がオカリナと出会ったのは小学校3年生のとき。その繊細な音色に惹かれたという。しかしその頃はまだオカリナ奏者になりたいと考えていたわけではなかった。
北海道帯広柏葉高等学校卒業後、自分の将来に悩んだ彼女は何か夢を探したいと考え、ワーキングホリデーを利用し単身オーストラリアに渡る。そこで出会ったオカリナを吹いているストリートミュージシャンの青年に触発され、寂しいときに吹こうと持ってきていたオカリナで路上ライブを始める。それが彼女の活動の原点となった。オーストラリア全土を旅した後、1年後に帰国。
- 追記：（本人が書いたエッセイ：風に抱かれて～本谷美加子の四国巡礼～高知新聞社P102～103によると、初めてCDを出すときに芸能プロデューサーのアドバイスにより上記のプロフィールにしていたが、実はすぐに後悔しており、出会いを聞かれるたびに嫌な思いをしていたと正直な想いを伝えている。上記について別の真実が語られている。「オーストラリアに渡るためのビザ取得手続きに行った折にどこか広場で通りがかりに聴いた音色、これがオカリナ奏者本谷美加子の第一歩である」。）

1989年、パントマイムを習得するために上京し、劇団「汎マイム工房」に入団する。その傍ら、新宿や池袋の駅前でパントマイムとともにオカリナを演奏するようになる。1993年、自主制作でミニアルバム『Station』を発売。1994年、アルバム『Ocarina』でメジャーデビューする。
1997年より2年間、NHK教育テレビの『トゥトゥアンサンブル』で笛の妖精の「ララ」を演じる。
また1999年、メグ・ライアンが出演したサントリーの『続・のほほん茶』のCMに『たんぽぽぽ』が使用される。これがきっかけで、後のオカリナブームの火付け役となった。
2001年から四国八十八箇所の歩き遍路を体験。その様子を追ったテレビ番組『風に抱かれて～本谷美加子の四国巡礼』(製作:西日本放送)が1年9ヶ月にわたって放送された。
2014年5月より、新たな創作活動と、四国遍路結願のお礼参りや、慰問コンサート等の為に、高知県四万十市に移住。高知県観光特使、高松市観光大使、鳥取市観光大使。

## ディスコグラフィー

### アルバム
- Ocarina（1994年、東芝EMI）
- Lunacia(ルナシア)（1995年、東芝EMI）
- QUITO(キト)（1996年、東芝EMI）
- MELODY（1997年、東芝EMI）
- Ocarina Christmas（1998年、Mikes Pocket）
- あこがれ（1999年、日本コロムビア）
- 森のうた（2000年、日本コロムビア）
- 今、祈りの中で（2002年、日本コロムビア）
- 風に抱かれて（2006年）※現在のところは高知限定発売

### ミニアルバム
- Station（1993年、indivisual Records）

### その他
- SAMURAI（長渕剛、1998年）※CDに参加
- 蒼風（上妻宏光、2007年）※CDに参加